# Війська ППО країни
Війська́ протипові́тряної оборо́ни краї́ни — окремий вид Збройних сил деяких країн світу, призначений для відбиття ударів противника з повітря по найважливіших адміністративно-політичних центрах, промислових і інших важливих об'єктах в тилу, угрупуваннях збройних сил, а також по об'єктах, які складають основу економічної і військової потужності держави. За своїми бойовими можливостями Війська ППО країни здатні уражати всі сучасні засоби повітряного нападу в будь-яких умовах погоди і часу доби.
Основними властивостями військ ППО країни, як виду Збройних Сил, є висока маневреність і здатність перехоплювати і знищувати засоби повітряного нападу на великих відстанях від об'єктів, що обороняються. Свої завдання вони виконують у тісній взаємодії з іншими видами Збройних Сил.
Війська ППО країни складаються з наступних родів військ: зенітно-ракетних військ, авіації ППО і радіотехнічних військ, а також спеціальних військ різного призначення. Організаційно вони складаються із з'єднань, частин і підрозділів, частин спеціальних військ і тилу. 
Зенітно-ракетні війська мають на озброєнні ракетні комплекси різної дальності дії і різного призначення. Авіація ППО країни озброєна винищувально-авіаційними комплексами перехоплення, що включають надзвукові винищувачі-перехоплювачі з ракетним озброєнням, які здатні перехоплювати і знищувати ворожі літаки-носії ракет «повітря — земля» ще до рубежу пуску ракет з літаків. Основним засобом озброєння радіотехнічних військ є радіолокаційні станції; ці війська ведуть спостереження за повітряним простором, пізнають виявлені цілі і оповіщають про них війська ППО країни, інші види Збройних Сил і органи цивільної оборони, забезпечують наведення винищувачів на цілі та дії зенітно-ракетних військ. У деяких державах захист адміністративних центрів військово-промислових і інших важливих об'єктів держави від ударів з повітря покладається на військово-повітряні сили, до складу яких входять також зенітно-ракетні і інші війська, призначені для ППО держави

## Ресурси Інтернету
- Войска противовоздушной обороны страны [Архівовано 18 листопада 2010 у Wayback Machine.]
- Войска ПВО страны в Великой Отечественной войне [Архівовано 2 березня 2010 у Wayback Machine.]